# Mezoterápia
Mezoterápia során ún. mikroinjekció segítségével juttatnak be a különféle anyagokat a bőr alá.
A mezoterápia görög eredetű szó, a mesos (közép) és a therapia (törődni) szavak felhasználásával alkotta a francia sajtó az 1950-es évék végén. Az eljárást Michel Piston, egy francia orvos dolgozta ki 1952-ben. Alkalmazói a módszer előnyének tekintik, hogy sebészeti, invazív beavatkozás nélkül képesek eredményt elérni. A mezoterápia elméleti háttere szerint a gyógyászat és a kozmetika hatóanyagai – vitaminok, homeopatikus és gyógyfüvekből készült koktélok – akkor fejtik ki a hatásukat a legintenzívebben, ha pontosan oda kerülnek maximális koncentrációban, ahol el szeretnék érni a várt eredményt.
A módszer több évtizedes múltra tekint vissza Franciaországban, az USA-ban az utóbbi évtizedben kezdett elterjedni. Az egyedi eljárás lényege, hogy többszörös mikroinjekciózással juttatják a hatóanyagokat a bőr felszíne alá. Vékony tű segítségével a bőr felső rétegébe juttatják az egyénre szabott „koktélt”. Alkalmazói szerint a mezoterápia hidratálja és regenerálja a bőrt, valamint az is gyakran hangoztatott állításuk, hogy a felhasznált anyagokat a szervezet képes teljesen lebontani. A hirdetésekben az egyik leghatásosabb kezelésnek mondják a cellulit eltüntetésére és mérséklésére.

## Alkalmazásai
- cellulit kezelés
- zsírlebontás
- striák (terhességi csíkok) kezelése
- hajhullás

### Arc, nyak, dekoltázs, kézfej bőre
- regenerálása
- öregedésgátlása
- bőrfiatalítása
- feszesítése

## Felhasznált anyagok
A mezoterápia során ún. koktélt juttatnak a bőr alá. A következő anyagokat gyakran használják a mezoterápia során:
- foszfatidil-kolin (a lecitin fő összetevője)
- Biotin (B7-vitamin)
- Dexpantenol (B5-provitamin)
- Prokain (helyi érzéstelenítő)
- Karnitin (táplálékkiegészítő)
- Hialuronidáz (enzim)
- Glikolsav
- Lidokain (helyi érzéstelenítő)
- Retinasav (A-vitamin oxidizált formája)
- Aminofillin (teofillin és etiléndiamin keveréke)
- DMAE (Dimetilaminoetanol)
- Marcaine (helyi érzéstelenítő: bupivacaine márkaneve)
- Minoxidil (hajnövesztő)
- Kollagenáz (enzim)
- Dutasteride (GlaxoSmithKline gyógyszer)
- Johimbin (növényi alkaloida)
- Koffein
- articsóka-kivonat
- multivitaminok
- Hialuronsav (időszakos ránccsökkentő)
- Fehérvirágú somkóró
- Taurin

## Kritikája
Bár a mezoterápiát több mint ötven éve alkalmazzák Európában, Dél-Amerikában és az Egyesült Államokban, a hagyományos orvoslás hívei nincsen meggyőződve a mezoterápia hatékonyságáról és biztonságosságáról: azzal érvelnek, hogy a tudományos vizsgálatok hiánya veszélyes mellékhatások lehetőségét rejti magában. Rod Rohrich szerint „nincs adat, nincs tudományos bizonyíték, és nincs információ, amely szerint a mezoterápia működik.” Az Amerikai Plasztikai Sebészek Társasága közleményt adott ki, amelyben nem támogatják a mezoterápiát, mert „nem ismeretes a működési mechanizmusa, nincs bizonyított hatékonysága, és nincs adat a használt anyagok biztonságosságáról”.
Az Amerikai Dermatológus Sebészek Társasága arról tájékoztatta tagjait 2005 februárjában, hogy "további vizsgálatokra van szükség ahhoz, hogy a technikát támogatni tudjuk".
Számos bőrgyógyászt és plasztikai sebészt aggaszt a mezoterápia növekvő népszerűsége. A kezelés (mint a legtöbb alternatív gyógyászati módszer) nincs szigorú certifikációkhoz kötve, ezért gyakorlatilag bárki végezheti, ami további veszélyeket rejt magában.
A tű nélküli mezoterápia alapja az orvosi tanúsítvánnyal rendelkező elektroporációs gép. Az elektroporáció segítségével különböző anyagok juttathatók a sejtbe elektromos áram felhasználásával anélkül, hogy mechanikailag megsértenék a sejtmembránt. A módszert eredetileg sejtek genetikai manipulációjára dolgozták ki és a DNS bejuttatására használták, melyért 2007-ben Oliver Smithies megosztott orvosi Nobel-díjat kapott.

## Technológia
A tű nélküli mezoterápia egy új fajta kezelés, amely az aktív bőrfiatalító hatóanyagokat – más néven koktélt – a bőr mélyebb rétegébe és zsírsejtekbe juttatja be. Ez a kezelési forma a kozmetikai készítmény hatóanyagainak 90%-át a kiválasztott területbe juttatja (az általános krémek használatakor ez csak 3-5%) tű használata nélkül. Egy kezelés 30-40 percig tart. A kezelések nagyobb felületen is hatásosak, tű és fájdalom nélkül.
A ránctalanításra alkalmazott eljárás elősegíti a kollagén és elasztin képződést, hidratálja és tonizálja a bőrt (szem és száj körül, homlok, arc, nyak és dekoltázs). A bőr alá juttatott koktél nemcsak táplálja a bőrt, de méregtelenít, nyugtató és regeneráló hatása van. Serkenti az immunrendszert és gyulladáscsökkentő.

## Alkalmazási területek
- Arc, dekoltázs, kéz, toka, kar, nyak, comb külső és belső része, boka, has felső és alsó részének feszesítése, bőrfiatalítása, bőr öregedésének késleltetése.
- Lokális zsírpárnák fogyasztása
- Seborreás bőrök kezelése
- Cellulit (narancsbőr) kezelés
- Mell kezelése, feszesítése
- Hajhullás kezelése